# トレド郡
トレド郡（英語: Toledo District）は、ベリーズに6つある郡のうちの一つである。郡都はプンタ・ゴルタ。

## 隣接郡
- カヨ郡
- スタンクリーク郡
- （ホンジュラス湾）
- イサバル県
- ペテン県

## 主な町・村
- プンタ・ゴルタ
- ベラ・ビスタ（英語版）